# L.A. Confidential
L.A. Confidential er en amerikansk film fra 1997 instrueret af Curtis Hanson efter romanen af samme navn af James Ellroy. Filmen var nomineret til flere Oscars og vandt for bedste filmatisering til Curtis Hanson og Brian Helgeland og for bedste kvindelige birolle til Kim Basinger.

## Medvirkende
- Kevin Spacey
- Russell Crowe
- Guy Pearce
- Kim Basinger
- James Cromwell
- Danny DeVito
- David Strathairn

## Ekstern henvisning
- L.A. Confidential på Internet Movie Database (engelsk)
- L.A. Confidential på Filmdatabasen
- L.A. Confidential på Scope
- L.A. Confidential i Svensk Filmdatabas (svensk)
- L.A. Confidential på AlloCiné (fransk)
- L.A. Confidential på MovieMeter (nederlandsk)
- L.A. Confidential på AllMovie (engelsk)
- L.A. Confidentials profil hos Encyclopædia Britannica Online (engelsk)
- L.A. Confidential på Turner Classic Movies (engelsk)
- L.A. Confidential på The Movie Database (engelsk)